# (9741) Solokhin
(9741) Solokhin est un astéroïde de la ceinture principale.

## Description
(9741) Solokhin est un astéroïde de la ceinture principale. Il fut découvert le 22 octobre 1987 à Naoutchnyï par Lioudmila Jouravliova. Il présente une orbite caractérisée par un demi-grand axe de 2,31 UA, une excentricité de 0,16 et une inclinaison de 6,6° par rapport à l'écliptique.

## Compléments